# Chinandega (departement)
Chinandega is een departement van Nicaragua, gelegen in het westen van het land aan de Grote Oceaan. De hoofdstad is de gelijknamige stad Chinandega.
Het departement bestrijkt een oppervlakte van 4822 km² en heeft 437.888 inwoners (2019).
In de deelstaat ligt een deel van de bergketen Cordillera Los Maribios.

## Gemeenten
Het departement is ingedeeld in dertien gemeenten:
- Chichigalpa
- Chinandega
- Cinco Pinos
- Corinto
- El Realejo
- El Viejo
- Posoltega
- Puerto Morazán
- San Francisco del Norte
- San Pedro del Norte
- Santo Tomás del Norte
- Somotillo
- Villanueva

Boaco · Carazo · Chinandega · Chontales · Estelí · Granada · Jinotega · León · Madriz · Managua · Masaya · Matagalpa · Nueva Segovia · Rivas · Río San Juan
Autonome regio's: Región Autónoma de la Costa Caribe Norte · Región Autónoma de la Costa Caribe Sur